# قائمة الأحزاب السياسية في البرازيل
تتمتع البرازيل بنظام متعدد الأحزاب منذ عام 1979، عندما حلت الديكتاتورية العسكرية في البلاد نظامًا مفروضًا ثنائي الحزب وسمحت بإنشاء أحزاب متعددة.
فوق المجموعة الواسعة من الأحزاب السياسية في المجلس الوطني البرازيلي، يسيطر حزب العمال والحركة الديمقراطية البرازيلية والحزب الليبرالي والحزب التقدمي والاتحاد البرازيلي معًا على الأغلبية المطلقة مقاعد في مجلسي الشيوخ والنواب. غالبًا ما تعقد الأحزاب الصغيرة تحالفات مع واحد على الأقل من هذه الأحزاب الخمسة الرئيسية. بلغ عدد الأحزاب السياسية 35 حزبًا في ذروته عام 2018. ومع ذلك، أدى نظام العتبة الانتخابية الذي تم تقديمه في عام 2017 إلى إعدام ودمج العديد من الأحزاب، حيث أن الحد الأدنى يقطع الوصول إلى الإعانات الحزبية والبث السياسي الحر للأحزاب.